# Matrixisolation
Matrixisolation ist  eine Methode für Isolation reaktiver Moleküle, um deren Untersuchung zu ermöglichen. Diese Moleküle werden bei sehr tiefer Temperatur in niedriger Konzentration in eine feste Matrix eines inerten Materials eingebettet und können so spektroskopisch untersucht werden. Als Matrixmaterial werden vor allem feste Edelgase oder Feststickstoff verwendet. Als spektroskopische Techniken kommen hauptsächlich Infrarotspektroskopie und UV/VIS-Spektroskopie zur Anwendung.

## Geschichte
Die ersten Versuche in diesem Bereich wurden 1924 durchgeführt, wobei fester Stickstoff mit Röntgenstrahlung beschossen wurde, was die Aufnahme von Emissionsspektren ermöglichte. Diverse Studien wurden in den 1950er-Jahren von George C. Pimentel durchgeführt, der zeigte, dass unter geeigneten Bedingungen Stickstoffdioxid in einer Matrix aus Methylcyclohexan gefangen werden kann, ohne dass es dimerisiert und dass Stickstoffwasserstoffsäure in einer Matrix aus Tetrachlormethan daran gehindert wird, Wasserstoffbrücken auszubilden.

## Verfahren
Bei der Matrixisolation werden Moleküle in einem festen Käfig aus einer inerten Substanz (der Matrix) bei tiefen Temperaturen isoliert. Die Matrix verhindert Reaktionen, die durch das Zusammentreffen von Teilchen zustande kommen könnten. Außerdem verhindert sie auch andere Arten intermolekularer Interaktionen, sodass Phänomene untersucht werden können, die sonst nur in der Gasphase auftreten. Zusätzlich kann die tiefe Temperatur auch viele Umlagerungsreaktionen verhindern. So können Moleküle ausgiebig untersucht werden, die sich sonst wegen sehr kurzer Lebenszeiten nicht untersuchen lassen. Durch die chemische Reaktion zweier Verbindungen oder eine Zersetzungsreaktion (Pyrolyse, elektrische Entladung, Photolyse) können reaktive Teilchen gebildet werden. Werden diese in einem inerten Material schnell und stark genug abgekühlt, verfestigt sich das inerte Material und bildet eine Matrix, in der die reaktiven Teilchen fest eingeschlossen sind und eine mögliche Reaktion verhindert wird. Im Falle der Photolyse ist es sogar möglich, zuerst die Matrix zu bilden und dann erst die reaktiven Teilchen zu erzeugen. Als Matrixmaterialien eignen sich vor allem Stickstoff und Edelgase, wobei die Temperatur zur Verfestigung maximal ein Drittel des jeweiligen Schmelzpunktes betragen sollte, also etwa 9 K für Neon, 29 K für Argon, 40 K für Krypton, 55 K für Xenon und 26 K für Stickstoff. Dazu muss flüssiger Wasserstoff oder flüssiges Helium als Kühlmittel eingesetzt werden. Die isolierten reaktiven Teilchen werden meist mittels IR-Spektroskopie untersucht. Andere mögliche Untersuchungsmethoden sind UV/VIS-Spektroskopie, Elektronenspinresonanz oder Fluoreszenzspektroskopie.

## Anwendung
Mittels Matrixisolation wurde viele kurzlebige und hochreaktive Teilchen untersucht. Bei der Photolyse von Methansulfonylazid oder Sulfuryldiazid in einer Matrix aus Argon werden Nitrene gebildet. Cyclobutadien kann aus 2-Oxabicyclo[2.2.0]hex-5-en-3-on gewonnen und durch Matrixisolation untersucht werden. Auch das gespannte Cycloalkin Cyclohexin und das Arin Benzin konnten nur durch Matrixisolation spektroskopisch untersucht werden. Weiterhin wurde die Matrixisolation bneispielsweise zur Untersuchung von Carbonyloxiden, Isothiocyansäure, Nitrilsulfiden und Kohlensäure verwendet.